# Marie Le Gendre
Pour les articles homonymes, voir Le Gendre.
Marie Le Gendre, dame de Rivery, est une humaniste, poétesse, écrivaine et philosophe française du XVIe siècle, née le 3 avril 1568. Elle est associée au néo-stoïcisme de la fin du XVIe siècle et à la philosophie morale,.

## Biographie
Peu d'élément de la vie de Marie Le Gendre sont parvenus jusqu'à nous. On pense qu'elle pourrait être originaire de Picardie, et serait peut-être apparentée à la famille de Pierre Le Gendre, trésorier de France sous Louis XII puis François Ier.
Elle semble avoir eu quelques relations avec les milieux aristocratiques : son ouvrage L'exercice de l'âme vertueuse est dédié à la princesse de Conty, Jeanne-Françoise de Coeme ; elle a adressé plusieurs sonnets et un dialogue à François Le Poulchre, militaire et écrivain de l'ouest de la France. Le journal de Le Poulchre note Madame Le Gendre comme une dame érudite, aux côtés de Madeleine de l'Aubespine, Claude Catherine de Clermont, Diane d'Andoins, Madeleine et Catherine Des Roches.
La maternité Des saines affections est contestée, des chercheurs récents en attribuent la paternité à Madeleine de l'Aubespine.

## Œuvres
- Cabinet des saines affections, 1584.
- L'exercice de l'âme vertueuse, 1596/1597.

### Éditions modernes
- Marie Le Gendre, L’Exercice de l’âme vertueuse, Paris, Éditions Classiques Garnier, coll. « Textes de la Renaissance / L’Éducation des femmes à la Renaissance et à l’âge classique, n° 5 », 31 mai 2023, 198 p. (ISBN 978-2-406-15038-1)